# Brenda Hillhouse
Brenda Hillhouse (11 dicembre 1953) è un'attrice statunitense.

## Biografia
Conosciuta quasi unicamente per il ruolo dell'ostaggio Gloria Hill in Dal tramonto all'alba e per una sporadica apparizione in E.R. - Medici in prima linea, l'attrice è stata inoltre l'insegnante di recitazione del regista Quentin Tarantino. Compare in molte pellicole di Tarantino: nel cortometraggio, mai uscito, My Best Friend's Birthday nel ruolo della madre, in Pulp Fiction nel ruolo della madre di Butch Coolidge e in Dal tramonto all'alba, sceneggiato da Tarantino, nel ruolo dell'ostaggio Gloria Hill.

## Filmografia
- Happy Days (1982) - Serie TV
- Hill Street giorno e notte (Hill Street Blues) (1984) - Serie TV
- 007 - Zona pericolo (The Living Daylights) (1986) - Film TV
- My Best Friend's Birthday (1987)
- L.A. Law - Avvocati a Los Angeles (L.A. Law) (1990) - Serie TV
- Pulp Fiction (1994)
- E.R. - Medici in prima linea (ER) (1995) - Serie TV
- Dal tramonto all'alba (From Dusk Till Dawn) (1996)